# رنجر ۱
رنجر ۱ (به انگلیسی: Ranger 1) یک فضاپیمای بدون سرنشین پروژه فضایی رنجر ساخت ایالات متحده آمریکا در سال ۱۹۶۱ بود. هدف این مأموریت انجام مأموریت‌های بین سیاره‌ای، کره ماه، و فضاهای بین سیاره‌ای بود. این فضاپیما تا حدی موفقت‌آمیز بود اما با شکست موشک در اواخر مأموریت، مأموریت نابود شد.